# 헨리 해서웨이
헨리 해서웨이(Henry Hathaway, 1898년 3월 13일 ~ 1985년 2월 11일)는 미국의 영화 감독이자 프로듀서이다. 특히 랜돌프 스콧과 존 웨인 주연의 서부극 작품의 감독으로 유명하다. 7개 영화에서 게리 쿠퍼를 감독했다.

## 영화
- 십계 (1923년 영화)
- 벤허 (1925년 영화)
- 어느 벵갈 기병의 삶
- 차이나 걸 (1942년 영화)
- 윙 앤 프레어
- 13 루 마드렌
- 흑장미
- 사막의 여우 롬멜
- 14시간
- 나이아가라 (1953년 영화)
- 서부 개척사
- 서부의 4형제
- 진정한 용기
- 에어포트 (영화)
- 롬멜 습격 작전